# Hạ (thập lục quốc)
Hạ là một quốc gia thời Ngũ Hồ Thập lục quốc trong lịch sử Trung Quốc do Hách Liên Bột Bột (赫连勃勃), thủ lĩnh bộ lạc Thiết Phất của người Hung Nô, chiếm vùng bắc Thiểm Tây của Hậu Tần để thành lập năm 407.

## Quá trình thành lập
Nhánh Thiết Phất ở miền bắc của người Hung Nô đã giành được sự kiểm soát khu vực Nội Mông Cổ trong vòng 10 năm từ 376 giữa thời gian nước Đại của thị tộc Thác Bạt (một nhánh của bộ lạc Tiên Ti) bị nước Tiền Tần chinh phục và sau đó phục hồi vào năm 386 gọi là nhà Bắc Ngụy. Năm 376, Phù Kiên sai Phù Lạc tiến vào nước Đại, diệt Thác Bạt Thiệt Quân (拓跋寔君), rồi chia đất làm hai, giao cho hai thủ lĩnh người Hung Nô là Lưu Vệ Thần và Lưu Khố Nhân cai quản, dưới quyền Phù Lạc. Năm 380, Phù Lạc cậy công đánh được nước Đại nên làm phản. Phù Kiên mang quân nhanh chóng dẹp tan, giết chết Lạc. Lưu Khố Nhân chiếm cứ Hà Đông, Lưu Vệ Thần kiểm soát đất Hà Tây.
Sau trận Phì Thủy dẫn đến sự sụp đổ của nhà Tiền Tần, trên danh nghĩa Lưu Vệ Thần nhận làm chư hầu của Hậu Tần và Tây Yên, nhưng vẫn thực sự quản lý các vùng đất đó. Năm 391, Lưu Vệ Thần đem quân tấn công Bắc Ngụy bị thất bại nặng, Thác Bạt Khuê cho quân vượt sông Hoàng Hà tấn công vào thủ phủ Duyệt Bạt (悅拔, nay là Ordos, Nội Mông) buộc Lưu Vệ Thần phải chạy trốn và sau đó bị thuộc hạ giết chết. Bắc Ngụy chiếm lấy các vùng đất của Lưu Vệ Thần và xử tử các quý tộc Hung Nô. Sau năm 391, người Hung Nô dần dần bị người Thác Bạt tiêu diệt hoặc bức hàng. Những người Thiết Phất chịu quy phục được gọi là người Độc Cô.
Con của Lưu Vệ Thần là Lưu Bột Bột (381 – 425) lúc đó mới lên 11 tuổi chạy tới khu vực Ordos, nương nhờ thủ lĩnh bộ lạc Tiên Ti là Cao Bình công Một Dịch Kiền (沒奕干), một chư hầu của nhà Hậu Tần. Một Dịch Kiền giúp đỡ và gả con gái cho Lưu Bột Bột. Năm 402, bị Bắc Ngụy tấn công, Một Dịch Kiền rút chạy đến Hậu Tần. Sau đó Hậu Tần cho quân chiếm lại Cao Bình. Lưu Bột Bột được vua Hậu Tần là Diêu Hưng phong làm tướng quân và tước Ngũ Nguyên công, chịu trách nhiệm trấn thủ đất Sóc Phương. Diêu Hưng phân cấp cho Lưu Bột Bột 5 bộ Tiên Ti và hơn 2 vạn người Hồ trấn thủ phương bắc.
Năm 407, sau nhiều lần chịu tổn thất bởi các cuộc tấn công của Bắc Ngụy, Diêu Hưng quyết định hòa hoãn với Bắc Ngụy. Nghe tin đó Lưu Bột Bột rất phẫn nộ vì Bắc Ngụy là kẻ thù của Lưu Bột Bột, và chuẩn bị nổi dậy. Lưu Bột Bột cướp lấy số ngựa cống phẩm của người Nhu Nhiên dâng cho Hậu Tần, bất ngờ tập kích vào Một Dịch Kiền, chiếm lấy Cao Bình, giết chết Một Dịch Kiền, tự xưng là Thiên vương. Lưu Bột Bột thành lập ra một tiểu quốc gọi là nước Hạ (gọi như vậy là do tổ tiên của người Hung Nô được coi là có từ triều đại nhà Hạ).

## Xây thành Thống Vạn
Các thủ hạ khuyên Lưu Bột Bột định đô Cao Bình và tranh Quan Trung với Hậu Tần, nhưng ông cho rằng lực lượng chưa đủ mạnh và chỉ tập trung phát triển phía tây bắc Hậu Tần, chờ khi Diêu Hưng chết mới tấn công trực tiếp vào nước này.
Bột Bột liên tiếp tấn công các thành phía tây bắc Hậu Tần. Do quân Hạ hành quân nhanh và đánh úp nên các thành của Hậu Tần luôn phải đóng cửa đề phòng.
Sau vài năm chinh chiến, Bột Bột nhiều lần đánh bại quân Hậu Tần và xâm lấn đất của vua Nam Lương là Thốc Phát Nậu Đàng, bắt được vài vạn hộ dân. Ông lại được tướng Trấn Bắc nhà Hậu Tần là Vương Thực Đức theo hàng làm mưu sĩ, thế lực lớn mạnh. Ông quyết định đặt kinh đô mới và đặt tên là Thống Vạn có ý muốn thống nhất Trung Quốc làm chúa tể của vạn quốc. Bột Bột đặt niên hiệu Long Thăng, huy động 10 vạn dân phu xây dựng kinh đô Thống Vạn rất kiên cố và chắc chắn. Việc xây dựng được giao cho Sất Đan A Lợi. Thành được xây bằng đất nung dày 30 bộ, cao 6 trượng. Số nhân công và thợ xây thành bị chết lên tới hàng nghìn người. Thành trong của thành Thống Vạn đến nay vẫn còn di tích.
Năm 413, Lưu Bột Bột đổi họ thành Hách Liên (trong tiếng Hung Nô có nghĩa là "Trời"), các quý tộc cũng đổi sang họ Thiết Phất (có nghĩa là cứng rắn như thép và đánh lại được kẻ khác).

## Đánh chiếm Trường An
Năm 415, Diêu Hưng chết, con là Diêu Hoàng lên thay. Nước Hạ chủ động thiết lập quan hệ hòa hoãn với vua Bắc Lương là Thủ Cừ Mông Tốn vốn là nước láng giềng. Lúc này Hậu Tần đã suy yếu, nhận thấy được tình hình quân Đông Tấn sẽ đánh bại Hậu Tần và quyền thần Lưu Dụ sẽ chú tâm việc cướp ngôi Đông Tấn nên chưa chắc đã giữ được đất Quan Trung, Hách Liên Bột Bột cho quân chiếm lấy vùng phía tây của Hậu Tần là An Định, chuẩn bị bàn đạp đánh vào Quan Trung.
Năm 417, sau khi Lưu Dụ của Đông Tấn tiêu diệt Hậu Tần, để con nhỏ là Lưu Nghĩa Chân ở lại trấn thủ. Nhân cơ hội đó Hách Liên Bột Bột phái hai con là Hách Liên Xương đóng giữ Đồng Quan, Hách Liên Quý tiến đánh Trường An, Vương Thực Đức đóng đồn giữ cửa Thanh Nê, tự Bột Bột mang đại quân tiếp ứng. Giữa lúc đó, nội bộ quân Đông Tấn luôn xung khắc với nhau, Thẩm Điền Tử giết Vương Trấn Ác, Vương Tu giết Điền Tử, làm cho lực lượng suy yếu. Tuy nhiên đầu năm 418, tướng Đông Tấn là Phó Hoằng Chi vẫn phá được quân Hạ ở Trì Dương và bến Quả Phụ.
Song lực lượng Đông Tấn vẫn tàn hại lẫn nhau. Lưu Nghĩa Chân mới 13 tuổi, tin lời gièm giết tiếp tướng Vương Tu, càng làm lực lượng suy yếu. Bột Bột dẫn quân chiếm được Hàm Dương và ngày đêm vây đánh Trường An. Các huyện ở Quan Trung đều đầu hàng quân Hạ.
Lưu Dụ ở Bành Thành vội sai Chu Xỉ Thạch vào thay Nghĩa Chân ở Trường An, còn lệnh cho Nghĩa Chân về Bành Thành. Tháng 11 năm 418, Nghĩa Chân không làm theo lệnh cha, để quân sĩ tùy ý mang đồ nặng và cướp bóc của dân nên không đi được nhanh. Bột Bột biết tin liền mang 3 vạn quân truy kích, nhanh chóng đuổi kịp. Các tướng Phó Hoằng Chi, Phù Ân, Mao Tu Chi đi đoạn hậu đều không chống nổi quân Hạ và bị bắt sống. Nghĩa Chân bỏ chạy trước, vì trời tối quân Hạ không đuổi rát nên thoát về Bành Thành. Quân Đông Tấn tan tác.
Việc quân Nghĩa Chân cướp bóc khiến dân Trường An oán hận quân Tấn. Nghĩa Chân đi rồi nhưng Chu Xỉ Thạch ở lại cũng bị dân oán ghét và chống đối. Xỉ Thạch biết không ở được bèn đốt cung điện và rút về Đồng Quan.
Bột Bột sau khi chiếm giữ Trường An lại mang quân truy kích Xỉ Thạch, đánh bại quân Tấn, bắt sống Xỉ Thạch rồi giết hết các tướng Tấn bị bắt tại Trường An. Sau đó ông xưng đế ở Bá Thượng. Vì Bá Thượng gần Bắc Ngụy nên ông quyết định trở về Thống Vạn. Các nhà sử học Trung Quốc kết luận rằng Lưu Dụ diệt Hậu Tần nhưng thực chất là đánh giúp cho Bột Bột, cuối cùng không những mất đất Hậu Tần mà còn hao binh tổn tướng.

## Cai trị
Sự cai trị của nước Hạ cực kỳ tàn bạo, trong chiến tranh thì cướp bóc, chôn sống hàng ngàn dân lưu vong, trong thời bình thì giết người vô cớ, đưa đến thù hận cho nhân dân, mâu thuẫn giai cấp hết sức gay gắt.
Bột Bột thường ngồi trên đầu thành, bên cạnh đặt vũ khí, hẽ thấy ai trông có vẻ hơi bất mãn là tự tay giết chết. Nếu phát hiện các bề tôi, ai nhìn với ánh mắt có vẻ không bằng lòng, Bột Bột lập tức cho khoét mắt, ai dám cười thì cắt môi, ai dám can thì cắt lưỡi, sau đó mới chém đầu.
Bột Bột triệu ẩn sĩ Vi Tổ Tư. Tổ Tư gặp Bột Bột sợ hãi, tỏ ý cung kính, Bột Bột cũng không bằng lòng, nói:
Ngươi gặp Diêu Hưng không chịu lạy, sao gặp ta lại lạy? Ta còn chưa chết mà ngươi đã không coi ta là đế vương, ta chết rồi không biết ngọn bút của ngươi sẽ chà đạp ta tới mức nào?
Rồi Bột Bột hạ lệnh giết Tổ Tư.
Hách Liên Bột Bột bổ nhiệm thái tử Hách Liên Quý làm Ung châu mục kiêm Lục Nam đại thượng thư sự, ít lâu sau lại muốn phế bỏ Hách Liên Quý. Hách Liên Quý khởi binh chống lại Hách Liên Bột Bột thì bị em trai là Hách Liên Xương giết chết. Năm 425, Hách Liên Bột Bột chết, Hách Liên Xương kế vị.

## Diệt vong
Năm 426, Thái Vũ đế nhà Bắc Ngụy phái Hề Cân đem 4 vạn quân tập kích Bố Bản, Chu Kỷ dẫn 1 vạn quân tập kích Thiểm Thành. Thái thú Hà Đông là Tiết Cẩn làm Hướng đạo cùng tập kích vào Trường An, bắt sống mấy vạn quân, thu hơn 10 vạn gia súc, bắt hơn 10 vạn người đem về nước Ngụy.
Năm 428, Ngụy Thái Vũ đế dẫn 10 vạn quân đánh Hạ, chiếm được kinh đô Thống Vạn. Hách Liên Xương chạy đến Thượng Khuê. Năm 429 quân Ngụy tấn công vào Thượng Khuê bắt Hách Liên Xương và giết chết.
Hách Liên Định chạy thoát về Bình Lương (Cam Túc), tự xưng là vua Hạ. Sau đó Định phản công quân Hạ thắng lợi, chiếm lại Trường An.
Năm 431, Hách Liên Định mang quân diệt nước Tây Tần. Cùng năm 431, vua Bắc Ngụy Thái Vũ đế Thác Bạt Đào điều quân đánh Hạ. Hách Liên Định sợ hãi bỏ chạy về tây, bị Thổ Cốc Hồn bắt giết.
Nước Hạ diệt vong, tồn tại 25 năm, tất cả có 3 vua.

## Các vua Hạ
| Miếu hiệu | Thụy hiệu        | Họ, tên           | Trị vì    | Niên hiệu và thời gian dùng                                                        |
| --------- | ---------------- | ----------------- | --------- | ---------------------------------------------------------------------------------- |
| Thế tổ    | Liệt Vũ hoàng đế | Hách Liên Bột Bột | 407 - 425 | Long Thăng (407-413) Phượng Tường (413-418) Xương Vũ (418-419) Chân Hưng (419-425) |
| Không     | Không            | Hách Liên Xương   | 425 – 428 | Thừa Quang                                                                         |
| Không     | Không            | Hách Liên Định    | 428 – 431 | Thăng Quang                                                                        |